# Umorzenie zaległości podatkowej
Umorzenie zaległości podatkowej – zwolnienie podatnika z jego długu podatkowego. W przypadkach uzasadnionych ważnym interesem podatnika lub interesem publicznym organ podatkowy, na wniosek podatnika, może umorzyć w całości lub w części zaległości podatkowe lub odsetki za zwłokę. Umorzenie zaległości podatkowej powoduje również umorzenie odsetek za zwłokę w całości lub w takiej części, w jakiej została umorzona zaległość podatkowa. Minister Finansów, w przypadkach uzasadnionych interesem publicznym lub ważnym interesem podatników, może, w drodze rozporządzenia, umarzać zaległości podatkowe z tytułu podatków stanowiących dochody budżetu państwa lub odsetki za zwłokę przypadające od tych zaległości. Umorzenie zaległości podatkowych skutkuje wygaśnięciem zobowiązania podatkowego w całości lub części.